# Torsten Jakobsson
Jan Torsten Jakobsson (Sollefteå, 5 luglio 1957) è un ex sciatore alpino svedese.

## Biografia
Specialista delle prove tecniche originario di Östersund, Jakobsson ottenne i primi risultati internazionali in occasione degli Europei juniores di Mayrhofen 1975, dove vinse la medaglia di bronzo nello slalom gigante; ai XII Giochi olimpici invernali di Innsbruck 1976, sua prima presenza olimpica, si classificò 17º nello slalom speciale e non completò lo slalom gigante. In Coppa del Mondo ottenne il primo piazzamento il 2 gennaio 1977 a Ebnat-Kappel in slalom gigante (9º) e i migliori risultati il 24 gennaio e il 21 marzo successivi, rispettivamente ad Adelboden e a Åre, nella medesima specialità (6º).
Ai Mondiali di Garmisch-Partenkirchen 1978 fu 9º nello slalom speciale e ai XIII Giochi olimpici invernali di Lake Placid 1980, sua ultima presenza olimpica, si classificò 21º nello slalom gigante e non completò lo slalom speciale; il 9 gennaio 1982 replicò per la terza volta il suo miglior piazzamento in Coppa del Mondo, a Morzine in slalom gigante (6º), e ai successivi Mondiali di Schladming 1982 si piazzò 12º nella medesima specialità. L'ultimo risultato della sua carriera agonistica fu il 14º posto ottenuto nello slalom gigante di Coppa del Mondo disputato il 26 febbraio 1983 a Gällivare.

## Palmarès

### Europei juniores
- 1 medaglia[1]:
  - 1 bronzo (slalom gigante a Mayrhofen 1975)

### Coppa del Mondo
- Miglior piazzamento in classifica generale: 21º nel 1979